# Some Come Running
Some Come Running è l'undicesimo album in studio di Jim Capaldi, pubblicato nel 1988.

## Descrizione
Prodotto da Jim Capaldi, vede la partecipazione dell'ex Beatles George Harrison.
La canzone omonima fa parte della colonna sonora del film True Love.
È considerato dalla critica uno dei migliori lavori dell'ex batterista dei Traffic.

## Tracce
1. Something So Strong - 4:44
2. Love Used o Be a Friend of Mine - 4:14
3. Dancing on the Highway - 4:27
4. Some Come Running - 4:20
5. Voices in the Night - 5:25
6. You Are the One - 4:45
7. Take Me Home - 4:20
8. Oh Lord, Why Lord - 4:25

## Formazione
- Jim Capaldi - voce, batteria
- Peter Vale - basso elettrico, tastiera, chitarra elettrica, voce
- Miles Waters - chitarra elettrica (tracce 1-7)
- George Harrison - chitarra elettrica (traccia 8)
- Eric Clapton - chitarra elettrica (tracce 6-8)
- Chris Parren - tastiera (tracce 7-8)
- Steve Winwood - voce (traccia 4)
- Mel Collins - sassofono tenore (traccia 7)